# Kabinet-Willoch I
Het kabinet–Willoch I was de regering van het Koninkrijk Noorwegen van 14 oktober 1981 tot 8 juni 1983. Het kabinet werd gevormd door de politieke partij Høyre na de parlementsverkiezingen van 1981 met oud-partijleider Kåre Willoch van Høyre als premier.

## Kabinet–Willoch I (1981–1983)
| Ambtsbekleder                 | Ambtsbekleder       | Ambtsbekleder                   | Functie                             | Ambtstermijn    | Ambtstermijn      | Partij     |
| ----------------------------- | ------------------- | ------------------------------- | ----------------------------------- | --------------- | ----------------- | ---------- |
|                               | Kåre Willoch        | Kåre Willoch (1928–2021)        | Premier                             | 14 oktober 1981 | 9 mei 1986        | Høyre      |
|                               | Svenn Stray         | Svenn Stray (1922–2012)         | Minister van Buitenlandse Zaken     | 14 oktober 1981 | 9 mei 1986        | Høyre      |
|                               |                     | Rolf Presthus (1936–1988)       | Minister van Financiën              | 14 oktober 1981 | 26 april 1986     | Høyre      |
|                               |                     | Mona Røkke (1940–2013)          | Minister van Justitie               | 14 oktober 1981 | 5 oktober 1985    | Høyre      |
|                               |                     | Jens- Halvard Bratz (1920–2005) | Minister van Economische Zaken      | 14 oktober 1981 | 16 september 1983 | Høyre      |
|                               |                     | Arne Skauge (1948)              | Minister van Handel                 | 14 oktober 1981 | 8 juni 1983       | Høyre      |
|                               |                     | Anders Sjaastad (1942)          | Minister van Defensie               | 14 oktober 1981 | 26 april 1986     | Høyre      |
|                               |                     | Leif Arne Heløe (1932)          | Minister van Sociale Zaken          | 14 oktober 1981 | 9 mei 1986        | Høyre      |
|                               |                     | Tore Austad (1935)              | Minister van Onderwijs              | 14 oktober 1981 | 8 juni 1983       | Høyre      |
| Minister voor Godsdienst      |                     | Tore Austad (1935)              |                                     | 14 oktober 1981 | 8 juni 1983       | Høyre      |
|                               |                     | Inger Koppernæs (1928–1990)     | Minister van Transport              | 14 oktober 1981 | 8 juni 1983       | Høyre      |
|                               |                     | Arne Rettedal (1926–2001)       | Minister van Regionale Zaken        | 14 oktober 1981 | 9 mei 1986        | Høyre      |
| Minister voor Arbeid          |                     | Arne Rettedal (1926–2001)       |                                     | 14 oktober 1981 | 9 mei 1986        | Høyre      |
|                               |                     | Johan Løken (1944–2017)         | Minister van Landbouw               | 14 oktober 1981 | 8 juni 1983       | Høyre      |
|                               |                     | Thor Listau (1938–2014)         | Minister van Visserij               | 14 oktober 1981 | 5 oktober 1985    | Høyre      |
|                               | Wenche Frogn Sellæg | Wenche Frogn Sellæg (1937)      | Minister van Milieu en Klimaat      | 14 oktober 1981 | 8 juni 1983       | Høyre      |
|                               |                     | Vidkunn Hveding (1921–2001)     | Minister van Olie en Energie        | 14 oktober 1981 | 8 juni 1983       | Høyre      |
|                               |                     | Lars Roar Langslet (1936–2016)  | Minister van Cultuur                | 14 oktober 1981 | 8 juni 1983       | Høyre      |
| Ministers zonder portefeuille |                     |                                 |                                     |                 |                   |            |
| Ambtsbekleder                 | Ambtsbekleder       | Ambtsbekleder                   | Functie(s)                          | Ambtstermijn    | Ambtstermijn      | Partij(en) |
|                               |                     | Astrid Gjertsen (1928 2020)     | Minister voor Administratieve Zaken | 14 oktober 1981 | 18 april 1986     | Høyre      |
| Minister voor Jeugd en Gezin  |                     | Astrid Gjertsen (1928 2020)     |                                     | 14 oktober 1981 | 18 april 1986     | Høyre      |

Gerhardsen I ·
Gerhardsen II ·
Torp ·
Gerhardsen III ·
Lyng ·
Gerhardsen IV ·
Borten ·
Bratteli I ·
Korvald ·
Bratteli II ·
Nordli ·
Brundtland I ·
Willoch I ·
Willoch II ·
Brundtland II ·
Syse ·
Brundtland III ·
Jagland ·
Bondevik I ·
Stoltenberg I ·
Bondevik II ·
Stoltenberg II ·
Solberg ·
Støre